# Sugar High
『Sugar High』（シュガー ハイ）は、2002年12月11日に発売された鬼束ちひろの3枚目のアルバム。

## 解説
前作『This Armor』からわずか9か月という短いスパンでリリースされた。この間、シングルは1枚もリリースされていないため、収録曲全て新曲で構成されている。なお、2004年3月17日に発売予定とされていた4thアルバムが発売中止になり、『シングルBOX』に発売が差し替えられたことから、東芝EMI在籍中のオリジナルアルバムはこの作品が最後になる。
タイトルは映画『エンパイアレコード』の、少女が歌う歌の歌詞より採られた。作品のテーマとして本人曰く「低温感が続くアルバム」としており、本作全編を通して前作『This Armor』のようなバラエティの豊かさは影を潜め、ほとんどの楽曲がバラードで占められている。
初回限定生産盤のみ、CD-EXTRA仕様でオリジナルスクリーンセーバーが収録されているほか、楽曲「Castle・imitation」を収録したボーナス8センチCDが付属する仕様となっている。ちなみに「Castle・imitation」のオリジナルバージョンはこのボーナス8センチCDとベストアルバム『SINGLES 2000-2003』にのみ収録されている。また、初回限定生産盤のCDケースにはステッカーが貼り付けられている。

## 収録曲
全作詞・作曲：鬼束ちひろ、全編曲：羽毛田丈史

### CD
収録曲は初回限定生産盤・通常盤共に同一である。初回限生産盤のみ、CD-EXTRA仕様でオリジナルスクリーンセーバー「CHIHIRO Special Screen Saver」が収録されている。
1. NOT YOUR GOD
2. 声
テレビ朝日系『無添加』エンディングテーマ
3. Rebel Luck
後に10thシングル「私とワルツを」のカップリング曲としてシングルカット。
4. Tiger in my Love
KENWOOD 企業CMソング
5. Castle・imitation (album version)
6. 漂流の羽根
NHK総合月曜ドラマシリーズ『結婚泥棒』主題歌
7. 砂の盾
8. King of Solitude
9. BORDERLINE
松竹配給映画『CASSHERN』挿入歌

### ボーナス8センチCD
初回限定生産盤のみ特典ディスクとして「Castle・imitation」が付属している。
1. Castle・imitation
プレイステーション2用ゲームソフト『ブレス オブ ファイアV ドラゴンクォーター』（カプコン）テーマソング
2. Castle・imitation (inst.)

## 楽曲解説
NOT YOUR GOD
- 彼女が18歳の時に作曲した楽曲であり、歌詞が英語のままであったり曲の構成を変えなかったりと、当時作られた雰囲気をそのまま再現しているという。楽曲の世界観を本人は「鬼束版白雪姫」と表現し、「怖そう、でも世界は広がる」とコメントしている。

声
- アルバムリリース後にタイアップが急遽決定し、2003年2月21日放送のテレビ朝日系『ミュージックステーション』でもこの曲が披露された。

Tiger in my Love
- 「月光」のリリース後から「Cage」のリリース直前の頃に制作され、その当時録音も済ませていたがお蔵入りになってしまい、本作で待望のCD化に至ったという。初のライブツアー『CHIHIRO ONITSUKA LIVE TOUR 2001』でも新曲として披露されていたが、その当時はピアノよりもギターサウンドを前面に押し出したスローテンポなロックナンバーであった。

Castle・imitation (album version)
- 初回限定生産盤のボーナス8センチCD収録曲のアレンジ。テーマは本人曰く「時計の秒針の音。古い時計、だが針はしっかり動いているイメージ」。ライブDVD『CHIHIRO ONITSUKA ULTIMATE CRASH '02 LIVE AT BUDOKAN』のエンドロールにもこの曲が使用されている。

漂流の羽根
- ボーカル・ピアノ・チェロという比較的シンプルな構成の楽曲。この構成は自身にとって「BACK DOOR(album ver.)」に続いての試みであり、リアレンジではない新曲としては初の構成であったが、後に「MAGICAL WORLD」「NOW」など、この構成は多用されるようになる。このアルバム収録曲の中では最も早い時期に存在が明らかになっていた楽曲であった。なお、ドラマでオンエアされたバージョンはCD収録のバージョンより半音高く、アレンジも若干異なる部分がある。

砂の盾
- 「「Rebel Luck」と同じ位置にいながら対極にある曲」と公言されており、アルバムの作品を通して「Castle・imitation (album version)」を中心にシンメトリーな世界観を表していることを物語っている。

King of Solitude
- 初のクリスマスソングであるが、本人はクリスマスだからと意図して書いたわけではなく、「クリスマス間近の夜10時頃のニューヨークの街を、親が子供と手を繋いで帰っていく」というシーンをイメージしたら偶然出来上がってしまったという。プロモーションビデオはアニメーションを使用し、作品の中でも異色なものに仕上がっている。ちなみに「Tiger in my Love」がタイアップになったKENWOODのプロモーション用企業DVDには、タイアップになったわけでもないのになぜかプロモーションビデオが収録されている。

BORDERLINE
- ベーゼンドルファーのグランドピアノを使用し、羽毛田丈史の提案したアルバムのコンセプトであるクラシックな雰囲気に拘り抜いた楽曲に仕上がっている。鬼束ちひろ曰く「マニアックメジャーな感じ」。アウトロのアグレッシブなストリングスと自身のフェイクが「口喧嘩っぽい」「狂気な感じ」ともコメントしている。

Castle・imitation
- 長らくこの初回限定生産盤のボーナス8センチCDのみでしか聴けなかったが、2ndベストアルバム『SINGLES 2000-2003』に再収録されたことで、改めてオリジナルバージョンの存在が広く知れ渡ることとなった。このオリジナルバージョンはバンドサウンドを基調にしており、ストリングスを基調としたアルバムのものとのアレンジが異なり、ゲームバージョンとも尺の長さのほかにアレンジが異なる部分がある。

## 演奏
- 鬼束ちひろ：Vocal
- 羽毛田丈史
  - Acoustic Piano (全曲)
  - Wurlitzer (#1)
  - Rhodes (#3.8)
  - Harpsichord (#9)
- 渡辺等：Bass (#1.3.4)
- 楠均：Drums (#1.3)
- 金原千恵子：Violin (#1.2.5.8)
- 栄田嘉彦：Violin (#1.5)
- 古川原裕仁：Viola (#1.5)
- 堀沢真己：Cello (#1.2.5.8)
- 梯郁夫
  - Percussion (#2.5.6)
  - Conga (#3)
  - Frame Drum, Tabla (#9)
- 朝川朋之：Harp (#2)
- 桐山なぎさ、桑田譲、小宮直、大林典代、村田幸謙、伊能修、藤家泉子：Violin (#2.8)
- 岩戸有紀子：Violin (#2.8.9)
- 矢野晴子
  - Violin (#2.8)
  - Viola (#9)
- 山田雄司、大沼幸江、徳高真奈美：Viola (#2.8)
- 山本裕康、松岡陽平：Cello (#2.8)
- 千葉一樹：Contrabass (#2)
- 西海孝
  - Acoustic Guitar (#3.5)
  - Electric Guitar (#6)
- 杉野寿之：Drums (#4)
- 柏木広樹：Cello (#6)
- 石橋雅一：Oboe (#8)
- 桑野聖：Violin (#9)
- 松葉春樹：Cello (#9)